# Jess Rodríguez
Ángel Jesús Rodríguez Ávila (Avilés, Asturias, España; 7 de agosto de 1901-Clarksburg, Virginia Occidental, Estados Unidos; 12 de octubre de 1983), más conocido como
Jess Rodríguez fue un jugador profesional de fútbol americano español.
Fue el primer español (y segundo hispano) en jugar en la National Football League (NFL).

## Biografía
Ángel Jesús nació en Avilés en agosto de 1901. Poco después de cumplir diez años emigró con su familia a Estados Unidos, donde se establecieron en Clarksburg, Virginia Occidental. Su hermano pequeño, Kelly Rodríguez, también jugó en la NFL, siendo el primer español en anotar un TD.

## Carrera

### NFL
Jugó con los Buffalo Bisons de Nueva York solo 5 partidos durante la temporada de 1929. Es considerado como el segundo jugador hispanoamericano, el primer jugador español y el primer jugador con un apellido completamente hispanoamericano que jugó en la NFL. Antes de 1999, se creyó que Rodríguez era el primer jugador hispanoamericano nacido fuera de Estados Unidos que jugó en tal liga, aunque después se descubrió que el jugador cubano Lou Molinet fue profesional antes que Rodríguez, participando con los Frankford Yellow Jackets en 1927.